# NCSM Canso (J21)
Pour les articles homonymes, voir J21.
Pour les autres navires du même nom, voir HMS Canso.
Le NCSM Canso (pennant number J21) (ou en anglais HMCS Canso) est un dragueur de mines de la Classe Bangor lancé pour la Royal Navy (RN), mais transféré à la Royal Canadian Navy (RCN) avant sa mise en service et qui a servi pendant la Seconde Guerre mondiale.

## Conception
Le Canso est commandé dans le cadre du programme de la classe Bangor de 1939-40 le 28 novembre 1940 pour le chantier naval de North Vancouver Ship Repairs Limited de North Vancouver en Colombie-Britannique au Canada. La pose de la quille est effectuée le 30 décembre 1940, le Canso est lancé le 9 juin 1941 et mis en service le 6 mars 1942.
La classe Bangor doit initialement être un modèle réduit de dragueur de mines de la classe Halcyon au service de la Royal Navy,. La propulsion de ces navires est assurée par 3 types de motorisation: moteur diesel, moteur à vapeur à pistons et turbine à vapeur. Cependant, en raison de la difficulté à se procurer des moteurs diesel, la version diesel a été réalisée en petit nombre.
Les dragueurs de mines de classe Bangor version canadienne déplacent 683 tonnes en charge normale. Afin de pouvoir loger les chaufferies, ce navire a des dimensions plus grandes que les premières versions à moteur diesel avec une longueur totale de 54,9 mètres, une largeur de 8,7 mètres et un tirant d'eau de 2,51 mètres. Ce navire est propulsé par 2 moteurs alternatifs verticaux à triple détente alimentés par 2 chaudières à tubes d'eau à 3 tambours Admiralty et entraînant deux arbres d'hélices. Le moteur développe une puissance de 2 400 chevaux-vapeur (1 790 kW) et atteint une vitesse maximale de 16 nœuds (30 km/h).
Leur manque de taille donne aux navires de cette classe de faibles capacités de manœuvre en mer, qui seraient même pires que celles des corvettes de la classe Flower. Les versions à moteur diesel sont considérées comme ayant de moins bonnes caractéristiques de maniabilité que les variantes à moteur alternatif à faible vitesse. Leur faible tirant d'eau les rend instables et leurs coques courtes ont tendance à enfourner la proue lorsqu'ils sont utilisés en mer de face.
Les navires de la classe Bangor sont également considérés comme exiguës pour les membres d'équipage, entassant 6 officiers et 77 matelots dans un navire initialement prévu pour un total de 40.

## Histoire

### Seconde Guerre mondiale
Construit initialement pour la Royal Navy sous le nom de HMS Canso (J21), il est transféré en prêt à la Marine royale du Canada en 1942 et mis en service le 5 mars 1942 à Vancouver.
Après avoir fait des essais de mise au point, le dragueur de mines sejoint à la Esquimalt Force (Force d'Esquimalt) en mai 1942, la force locale de patrouille et d'escorte de convoi opérant à partir d'Esquimalt, en Colombie-Britannique. Le Canso est l'un des navires de guerre ajoutés à la force de patrouille de la côte Ouest après l'attaque japonaise sur Pearl Harbor. La principale tâche des dragueurs de mines de la classe Bangor après leur mise en service sur la côte Ouest était d'effectuer la Western Patrol (patrouille occidentale). Celle-ci consiste à patrouiller sur la côte Ouest de l'île de Vancouver, à inspecter les bras de mer et les détroits et à passer les îles Scott jusqu'au canal Gordon à l'entrée du détroit de la Reine-Charlotte et de revenir.
En juillet 1943, le Canso est transféré sur la côte atlantique, arrivant le 19 août à Halifax, en Nouvelle-Écosse, et rejoint à son arrivée la Halifax Force, la force de patrouille et d'escorte locale. Il reste avec l'unité jusqu'en février 1944, date à laquelle le dragueur de mines est envoyé dans les eaux européennes dans le cadre de la contribution du Canada à l'invasion de la Normandie. Après son arrivée à Plymouth le 7 mars, le Canso est affecté aux 32e et 16e flottilles de dragage de mines pendant la période précédant le débarquement. Le Canso avec la 16e flottille de dragage de mines le jour J et est affecté au dragage d'assaut pendant le débarquement du 6 juin. La 16e flottille de dragage de mines est détachée avec le nettoyage du canal 1 dans le secteur américain. Les dragueurs de mines terminent leur travail sans être attaqués par les allemands à terre. Leur travail terminé, le dragueur de mines retourne à Plymouth, naviguant à nouveau pour la zone d'invasion le lendemain. La 16e flottille de dragage de mines passe les semaines suivantes à ratisser la zone d'invasion et les voies maritimes qui y mènent. Le 16 juin, elle balaie un chenal devant le croiseur HMS Arethusa, qui transporte le roi George VI en Normandie.
En août 1944, le dragueur de mines s'embarque pour le Canada afin de subir un carénage à Saint-Jean (Nouveau-Brunswick). Après le carénage, le Canso retourne dans les eaux européennes. Il rejoint la 31e flottille de dragage de mines à son retour et prend part à la dernière opération combinée de grande envergure sur le théâtre européen, lors d'une attaque contre les bases navales allemandes en France qui ont été laissées intactes par l'effort de guerre allié jusqu'alors. Partant de Plymouth le 12 avril 1945, la 31e flottille de dragage de mines commence ses opérations à l'embouchure de l'estuaire de la Gironde le 14 avril. Elle termine sa mission le 16 avril, sans être inquiétée par les allemands. De retour à Plymouth, la flottille rencontre un chalutier armé allemand et le capture. Le Canso et la 31e flottille de dragage de mines passent les cinq mois suivants à ratisser la Manche .

### Après-guerre
Le dragueur de mines est désarmé le 24 septembre 1945 et retourne à la Royal Navy. le Canso est emmené à Sheerness et mis en rade, sans jamais entrer en service dans la Royal Navy. Le 1er janvier 1948, le navire est vendu à Young pour être démantelé à Sunderland,.

### Honneurs de bataille
- Atlantic 1944
- Normandy 1944

### Participation auxconvois
Le Canso a navigué avec les convois suivants au cours de sa carrière:
1. Convoi ON 247

### Commandement
- T/Lieutenant (T/Lt.) Hugh Sinclair MacFarlane (RCNR) du 26 février 1942 au 3 février 1943
- T/Lieutenant (T/Lt.) John Kincaid (RCNR) du 4 février 1943 au 23 mai 1943
- T/Lieutenant (T/Lt.) Harold Heap Rankin (RCNR) du 24 mai 1943 au 5 juin 1943
- T/Lieutenant (T/Lt.) John Kincaid (RCNR) - 6 juin 1943au 4 octobre 1944
- A/Lieutenant Commander (A/Lt.Cdr.) James Marshall Gracey (RCNVR) du 5 octobre 1944 au 24 septembre 1945

Notes:
RCNR: Royal Canadian Naval Reserve
RCNVR: Royal Canadian Naval Volunteer Reserve 